# IC 2835
IC 2835 је спирална галаксија у сазвјежђу Лав која се налази на листи објеката дубоког неба у Индекс каталогу.
Деклинација објекта је + 12° 8' 36" а ректасцензија 11h 27m 31,5s. Привидна величина (магнитуда) објекта IC 2835 износи 16,8 а фотографска магнитуда 17,6. IC 2835 је још познат и под ознакама NPM1G +12.0274, PGC 3090991.